# Революция и национальности
«Революция и национальности» — советский журнал.
Издавался в Москве в 1930-1937 годах. 
Журнал Совета Национальностей ЦИК СССР и Коммунистической Академии. Выходил ежемесячно.
В журнале освещалась советская национальная политика. Публиковалась информация о союзных и автономных республиках и областях.
Редактором журнала был Семён Маркович Диманштейн. В редколлегию входили Р. Ахундов, С. Диманштейн, А. Досов, А.С. Енукидзе, А. Нухрат, М. Сахьянова, Ю. Стеклов, А. Таджиев, А. Хацкевич.